# Hymenophyllum barbatum
Hymenophyllum barbatum är en hinnbräkenväxtart som först beskrevs av V. d. Bosch, och fick sitt nu gällande namn av Bak. Hymenophyllum barbatum ingår i släktet Hymenophyllum och familjen Hymenophyllaceae. Inga underarter finns listade.